# Tailly (Somme)
 Tailly  es una comuna y población de Francia, en la región de Picardía, departamento de Somme, en el distrito de Amiens y cantón de Molliens-Dreuil.
Su población en el censo de 1999 era de 64 habitantes.
Está integrada en la Communauté de communes du Sud-Ouest Amiénois .

## Demografía
| 62 | 73 | 60 | 51 | 72 | 64 |
| Para los censos de 1962 a 1999 la población legal corresponde a la población sin duplicidades (Fuente: INSEE [Consultar]) |    |    |    |    |    |

- Datos: Q796208
- Multimedia: Tailly (Somme) / Q796208

1. ↑  Worldpostalcodes.org, código postal n.º 80270.
2. ↑  INSEE, Datos de población para el año 2012 de Tailly (en francés).